# ريان ليدسون
ريان ليدسون (بالإنجليزية: Ryan Ledson)‏ (19 أغسطس 1997 ليفربول المملكة المتحدة - ) هو لاعب كرة قدم بريطاني، يلعب كلاعب وسط.

## وصلات خارجية
ريان ليدسون على موقع قاعدة بيانات كرة القدم.إي يو (الإنجليزية)
- ريان ليدسون على موقع Soccerbase.com (لاعب) (الإنجليزية)
- ريان ليدسون على موقع Soccerway.com (الإنجليزية)
- ريان ليدسون على موقع AS.com (الإسبانية)

قالب:تشكيلة بريستون نورث ايند